# Triaenodes balticus
Triaenodes balticus là một loài Trichoptera hóa thạch trong họ Leptoceridae.